# نيق (دودانغة)
نیق (بالفارسية: نیق) هي منطقة سكنية تقع في إيران في قسم دودانغة الریفي. يقدر عدد سكانها بـ 264 نسمة.

## أعلام
- ماركو فيديل سواريس